# Ineleț
Ineleț – wieś w Rumunii, w okręgu Caraș-Severin, w gminie Cornereva. W 2011 roku liczyła 15 mieszkańców. 